# 大蔵財務協会
大蔵財務協会（おおくらざいむきょうかい、英語:Okura Zaimu Kyokai）は日本の一般財団法人、出版事業者。本部は東京都墨田区。

## 概要
大蔵財務協会は、税務関係を中心に年間100点ほどの書籍を刊行する出版事業者である。日本専門新聞協会の会員でもあり、週刊「税のしるべ」や「国税速報」などの定期刊行物を出版している。
大蔵財務協会は、1936年8月28日に、大蔵省の外郭団体として設立された。組織としての目的は、「一般財団法人大蔵財務協会では、出版事業、公益事業等を通じて、わが国経済・社会の健全な発展に寄与することを目指すとともに、日本の将来を担う児童・生徒を対象とした租税教育活動にも力を注いでいます。」などと説明されている。また、中学生向け租税教育への寄与として、国税庁と全国納税貯蓄組合連合会が共催で実施している「中学生の税についての作文」の募集に対して、後援団体の一つとなっている。
長らく財団法人であったが、公益法人制度改革を経て、2011年より一般財団法人に移行した。

## おもな出版物

### 書籍
- 図解シリーズ[4]
- 法令・通達逐条解説シリーズ
- 基礎から身につくシリーズ

### 定期刊行物
- 国税速報 - 週刊[5]
- 税のしるべ - 週刊[6]

## おもな役員経験者
- 稲垣 光隆 - 2025年時点の理事長[3]